# ザッパ (GUILTY GEAR)
ザッパ (ZAPPA) は、2D対戦格闘ゲーム「GUILTY GEARシリーズ」に登場する架空の人物。担当声優はうえだゆうじ。

## 設定
- 格闘ゲームでは「タブー」とみなされていた「乱数」をコンセプトに作られたキャラクター[1]。
- 非常にダウナーな一面が目立つが、旅と並行して嫁探しをするほどのポジティブな人間でもあり、行く先々でS子が暴走して本作の超人達と無意識の中、格闘する羽目になってもその姿勢は崩れない。本来は真面目な青年であり、母親への手紙をまめに書いている（勝利メッセージなどでの描写）。
- デザインの原型は『ジョジョの奇妙な冒険』の第三部のDIO[要出典]。S子をはじめとする憑依される霊の原型は、その世界観にあるスタンド[要出典]。戦闘中の奇妙な動作には、映画『エクソシスト』の影響が見受けられ、ザッパが叫ぶ台詞「タスケテ～！」は、映画『エクソシスト』の劇中に出てくるローマ字で書かれた「TASUKETE!」、もしくは悪魔に取り付かれた少女の体に浮かび上がった「Help Me」に由来していると言える[独自研究?]。

名前の由来
ロックギタリスト・作曲家のフランク・ザッパから来ている。

## S子
恋人との悲恋によって自殺をしてしまった女性の幽霊。ザッパがその恋人に似ているという理由でザッパに憑依している。ザッパに憑依する際はザッパの意識を完全に奪い、奇妙な姿勢で対戦相手と戦闘する。一部の人物に対して恨みつらみを言う。ほとんどの対戦相手からS子の姿と存在が見えないが、一部の対戦相手に見えたり気付かれている。かつての恋人に対する「恨み」「憎しみ」を晴らすべく、そして世の中の全ての幸せな人々を不幸に陥れる為にザッパの体を介してその思いを実行している。怨霊としての力は凄まじく、数多くの悪霊を引き寄せている。
モデルはホラー映画『リング』シリーズの貞子。

## ストーリー
GUILTY GEAR XX
恋人に裏切られたことを苦に自殺し、幽霊となった女性・S子は、恋人と容姿が似ていたオーストラリア人大学生ザッパに憑依する。S子は世の中の幸せな人々を不幸に陥れるため、ザッパの体で関節可動域を無視した奇怪な姿勢を取りながら、街を徘徊し始める。一方でザッパは「突然意識が無くなり、気が付いた時には怪我をしていた」といった不可解な現象が続いていたため、なんらかの病気を疑う。どんなものも治療する闇医者ファウストを探す旅に出たザッパは、道中でイノからの襲撃に遭い、カイに助けを求める。しかし、ザッパの体は再びS子に乗っとられ、カイを攻撃してしまう。この行動でカイから「麻薬を使っている」と誤解されたザッパは、そのまま誤認逮捕されることとなった。
Xrd REVELATOR（ストーリーモード）
本作から5年前に意識を失ったりするのは病気ではなく憑依のせいだとファウストから教えられ、以後、自ら霊障を調べ、霊障オタクと呼ばれるまでに成長し、フィンランドの片隅で公務員として働くようになる。
研究の結果、霊障や憑依といったものを「世界を構成する情報に本来ありえないはずの情報が交ざることで発生する『情報体フレア』という現象の一種」として定義付けすることに成功し、「ザッパスケール」という情報体フレアの分類尺度を考案している。

## ゲーム中の性能
特徴
一般人であるザッパ自身は個人としては非常に弱いが、悪霊が憑依することで大きくバトルスタイルが変わる。
長所は、憑依システムによる多彩な攻めで相手を戸惑わせる事が出来る事。
短所は、憑依により立ち回りが左右されやすい事。
GOLDモードでは常にラオウが憑依した状態となっており、時間制限もなくなっている。
専用システム：悪霊憑依・霊魂システム
悪霊憑依
三つ子の霊が憑依する「幽霊」・カミソリ型の剣の霊が憑依する「剣」・犬の霊が憑依する「犬」・雷を操る武将「ラオウ」の悪霊がザッパに憑依する。
「幽霊」は強力な飛び道具を持つタイプ、「剣」はスタンダードタイプ、「犬」は本体と犬を別々に操るテクニカルタイプといえる。また、「ラオウ」は全キャラクター中でも屈指の攻撃力を誇る。
「幽霊」・「剣」・「犬」は「こんにちは三匹のムカデ」を出すか、攻撃を食らうことで憑依する（何が憑依するかはランダム。後者やEXキャラクターは憑依しないことも）。
攻撃を食らうごとに憑依する悪霊が変わる。変わらないことや悪霊がいなくなることもある。
「ラオウ」は「こんにちは三匹のムカデ」を霊魂（後述）を5個以上ためた状態で当てる、もしくは8個ためた状態で「こんにちは三匹のムカデ」を出すことで憑依する。なお、憑依時間はゲーム内の時間で16秒と制限されている。
霊魂
必殺技を相手に当たると、技ごとに設定された数ずつ「霊魂」が溜まっていく。
これはラオウを呼ぶために必要となる。
EXキャラクターは霊魂を消費することで好きな悪霊を憑依することもできる。

## 技の解説

### 必殺技
こんにちは三匹のムカデ [XX〜]
体の周囲に巨大なムカデ3匹を呼び出す。霊魂はノーマルで3つ、EXは1個増加。ノーマルは無憑依時に限られるが、EXは無憑依時はもちろん憑依中でも出すことが可能。
ご利用は計画的に [EX]
憑依状態にかかわらず出す事が可能。それぞれの悪霊に対応した数の霊魂を支払う事で、任意の霊を即時憑依させる事が出来る。
霊魂が足りないと大きな硬直が生じる。

#### 犬憑依時
D [XX〜]
犬が頭蓋骨を口から出す中距離攻撃。
レバー前＋D [XX〜]
犬が前方へ突進攻撃。
レバー下＋D [XX〜]
ガード不能の噛み付き攻撃。霊魂＋3。
レバー上＋D [XX〜]
上方向に尻尾を振り上げつつジャンプする対空技。霊魂＋1。
レバー後＋D [XX〜]
後方へ移動。移動中に再度Dを押すことで斜め下へ飛び掛る。
飛び掛る攻撃は中段で、ザッパ本体が同時に下段攻撃を仕掛けることでガード不能の連繋が行える。

#### 幽霊憑依時
そのまま帰ってこないで下さい [XX〜](空中可／FRC)
幽霊を発射する。ヒットすると幽霊が相手に取り憑き、ランダムで植木鉢、バナナ、ゴルフボールが画面外から飛んでくる（4回アイテム攻撃をするか、ザッパが憑依を解除するまで続く）。霊魂＋1。軌道は全5種類。
自分の頭上に発射した後、自動で相手の頭上から落ちてくるP版[ΛC～]、地面に3回バウンドさせるK版[SLASH～]、真っ直ぐに発射するS版、上に弧を描いて発射するHS版、S版・HS版・K版を同時発射するD版[SLASH～]。

#### 剣憑依時
落ちといてください [XX〜] (FRC)
剣を真上に突き上げる技。無敵時間がある。霊魂＋1。
近づくと逝きます [XX〜] (FRC)
体を中心に剣を1回転させる。霊魂+1。
痛そう、っていうか痛い [XX〜] (⇒追加攻撃)
剣を胴体に突き刺した状態で突進する。霊魂＋1
追加攻撃 [XX〜]
回転切りをする。痛そう、っていうか痛いカウンターヒット時しか繋がらず、隙が大きいが霊魂＋3。
はい、通ります [ΛC〜] (空中専用)
剣を振り回し攻撃する技。ジャンプの軌道が変わるためそれを利用し連続技や奇襲、逃げなどに使われる。

#### ラオウ憑依時
ラストエドガイ [XX〜]
ラオウの腕を槍に変え、斜め上へ突き上げる。発生が非常に早く、無敵時間もある上、威力も高いが硬直が長い。
名前の由来はドイツのメロディックスピードメタルバンド、エドガイから。
ダークネスアンセム [XX〜]
「羅」という文字の浮かんだ光の球をラオウの手の周囲に発生させる。追加入力で発射する。
『SLASH』では単発技となり弾道が早くなる。『ΛC』でK入力で斜め下方向へ、S入力で斜め上方向へと発射できるようになる。

### フォースブレイク
礼儀作法はここから [ΛC]
全ての憑依で出す事が可能。強制的に憑依を解除できる中段技。霊魂＋1。

### 覚醒必殺技
産まれる!! [XX〜]
全ての憑依で出す事が可能。体から相手に向かってムカデを出す。技後、無憑依状態に戻る。

#### ラオウ憑依時
ベロウズマリス [XX〜]
ラオウが大きな金槌を振り降ろし、巨大な雷球を時計周りに発射する。
ナックルカイザー [EX]
ラオウが強烈なストレートを繰り出す。

### 一撃必殺技
こわいよー [XX〜]
S子が手招きをする投げ技。ヒット時にホラービデオが流れ相手を彼方へと消し去る。
ビデオの砂嵐効果等の元ネタはS子の元ネタにもなった『リング』。
メイ同様、“DESTROYED”の文字デザインが異なる。

## テーマミュージック
- Good Manners And Customs

## ステージ
- PHANTOM CITY（GGXX～）
- Kingdom Cemetery：王家の墓（ISUKA）